# Lozuvata, Uleanovka
Lozuvata (în ucraineană Лозувата) este localitatea de reședință a comunei Lozuvata din raionul Uleanovka, regiunea Kirovohrad, Ucraina.

## Demografie
Componența lingvistică a localității Lozuvata
     Ucraineană (99,23%)
     Alte limbi (0,69%)
Conform recensământului din 2001, majoritatea populației localității Lozuvata era vorbitoare de ucraineană (99,23%), existând în minoritate și vorbitori de alte limbi.